# Sassangy
Sassangy település Franciaországban, Saône-et-Loire megyében. Lakosainak száma 141 fő (2022. január 1.). Sassangy Sainte-Hélène, Bissey-sous-Cruchaud, Buxy, Cersot, Marcilly-lès-Buxy és Montagny-lès-Buxy községekkel határos.

## Népesség
A település népessége az elmúlt években az alábbi módon változott:
| Lakosok száma | 161  | 153  | 147  | 145  | 142  | 143  | 143  | 141  |
|               | 2013 | 2015 | 2017 | 2018 | 2019 | 2020 | 2021 | 2022 |